# 塔盧拉福爾斯 (喬治亞州)
塔盧拉福爾斯（英語：Tallulah Falls）是一個位於美國喬治亞州哈伯沙姆縣和雷本縣的城鎮。

## 地理
塔盧拉福爾斯的座標為34°44′01″N 83°23′30″W / 34.73361°N 83.39167°W，而該地的平均海拔高度為524米（即1719英尺）。

## 人口
根據2010年美國人口普查的數據，塔盧拉福爾斯的面積為22.10平方千米，當中陸地面積為21.10平方千米，而水域面積為1.00平方千米。當地共有人口168人，而人口密度為每平方千米8人。